# 涙を海に返したい
「涙を海に返したい」（なみだをうみにかえしたい）は、杏里3枚目のシングル。1979年8月21日発売。発売元はフォーライフ・レコード。

## 解説
「涙を海に返したい」は、オリジナル・アルバムには収録されておらず、CD化されている作品としては、ベスト・アルバム『MY FAVORITE SONGS』に収録されているのみである。

## 収録曲
編曲：鈴木茂
1. 涙を海に返したい
  - 作詞・作曲：尾崎亜美
2. 海辺から
  - 作詞：三浦徳子　作曲：杏里

## 関連作品
- MY FAVORITE SONGS